# Pachliopta hector
Pachliopta hector is een vlinder uit de familie van de pages (Papilionidae). De wetenschappelijke naam werd in 1758 gepubliceerd door Carl Linnaeus in de tiende editie van Systema naturae.

## Kenmerken
Mannelijke en vrouwelijke vlinders hebben dezelfde kleuren hoewel die van het mannetje feller zijn. Ook zijn de voorvleugels van het mannetje smaller. De spanwijdte bedraagt tussen de 85 en 115 millimeter.

## Verspreiding en leefgebied
Deze vlindersoort komt voor in zuidelijk en oostelijk India en Sri Lanka op zowel zeeniveau als in berggebieden tot op hoogten van meer dan 2500 meter.

## Waardplanten
De giftige Aristolochia indica wordt door de rups gebruikt als waardplant. Het gif wordt opgeslagen in het lichaampje en geeft de vlinder een zekere mate van bescherming tegen hongerige vijanden. De rups heeft een bijzonder uiterlijk, een bruine grondkleur met drie rijen oranje stekels.